# Mettenhofen
Das Dorf Mettenhofen ist ein Gemeindeteil des Marktes Lauterhofen im Landkreis Neumarkt in der Oberpfalz.
Kirchlich gehört Mettenhofen zur Filiale Deinschwang der Pfarrei Traunfeld im Dekanat Habsberg.
Am 1. Mai 1978 wurde Deinschwang mit Ballertshofen, Grafenbuch und Mettenhofen nach Lauterhofen  eingemeindet. Einziges Denkmal ist ein steinernes Kreuz.